# Валантин
Валанти́н (фр. Valentine, окс. Valentina) — коммуна во Франции, находится в регионе Юг — Пиренеи. Департамент — Верхняя Гаронна. Входит в состав кантона Сен-Годенс. Округ коммуны — Сен-Годенс.
Код INSEE коммуны — 31565.

## География

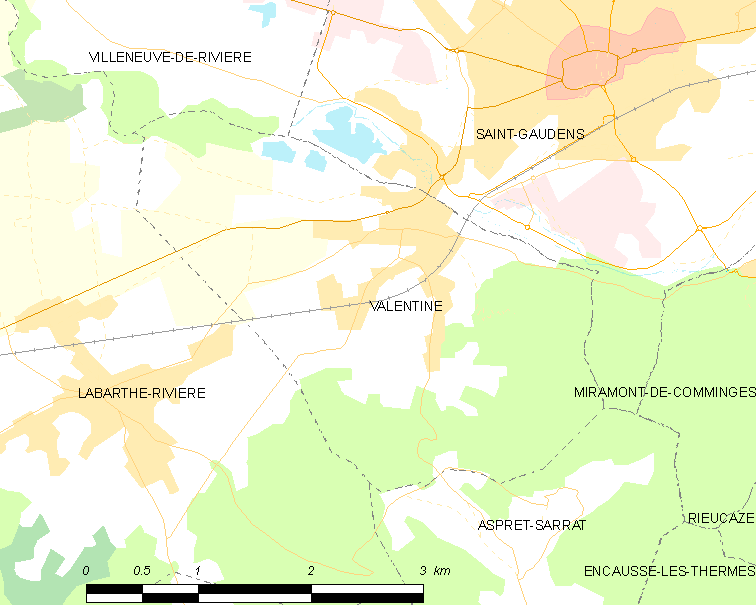
Карта коммуны

Коммуна расположена приблизительно в 660 км к югу от Парижа, в 85 км к юго-западу от Тулузы.
На севере коммуны протекает река Гаронна.

## Климат
Климат умеренно-океанический. Зима мягкая и снежная, весна характеризуется сильными дождями и грозами, лето сухое и жаркое, осень солнечная. Преобладают сильные юго-восточные и северо-западные ветры.

## Население
Население коммуны на 2010 год составляло 916 человек.
| 1962 | 1968 | 1975 | 1982 | 1990 | 1999 | 2010 |
| ---- | ---- | ---- | ---- | ---- | ---- | ---- |
| 1055 | 1155 | 1038 | 1002 | 907  | 894  | 916  |

## Экономика
В 2010 году среди 539 человек трудоспособного возраста (15—64 лет) 383 были экономически активными, 156 — неактивными (показатель активности — 71,1 %, в 1999 году было 68,5 %). Из 383 активных жителей работали 333 человека (165 мужчин и 168 женщин), безработных было 50 (25 мужчин и 25 женщин). Среди 156 неактивных 47 человек были учениками или студентами, 59 — пенсионерами, 50 были неактивными по другим причинам.

## Достопримечательности
- Галло-римская вилла (IV век). Исторический памятник с 1979 года[4]
- Кладбище вестготов. Исторический памятник с 1970 года[5]